# Czerwończyk dukacik
Czerwończyk dukacik (Lycaena virgaureae) – gatunek motyla dziennego z rodziny modraszkowatych.
CechyDługość przedniego skrzydła 1,7–2,0 cm, rozpiętość skrzydeł 35–40 mm. Wierzch skrzydeł samców jest czerwony i metalicznie połyskuje, na brzegu z wąską, czarną obwódką. Samice mają skrzydła pomarańczowoczerwone w ciemne kropki. Spód skrzydeł obu płci jest żółtobrunatny, pokryty czarnymi i białymi plamkami (białe są lekko rozmazane). Charakterystyczną cechą, pozwalającą łatwo rozróżnić go od innych gatunków czerwończyków jest rząd białych lub białoniebieskich plamek na spodniej stronie skrzydeł.

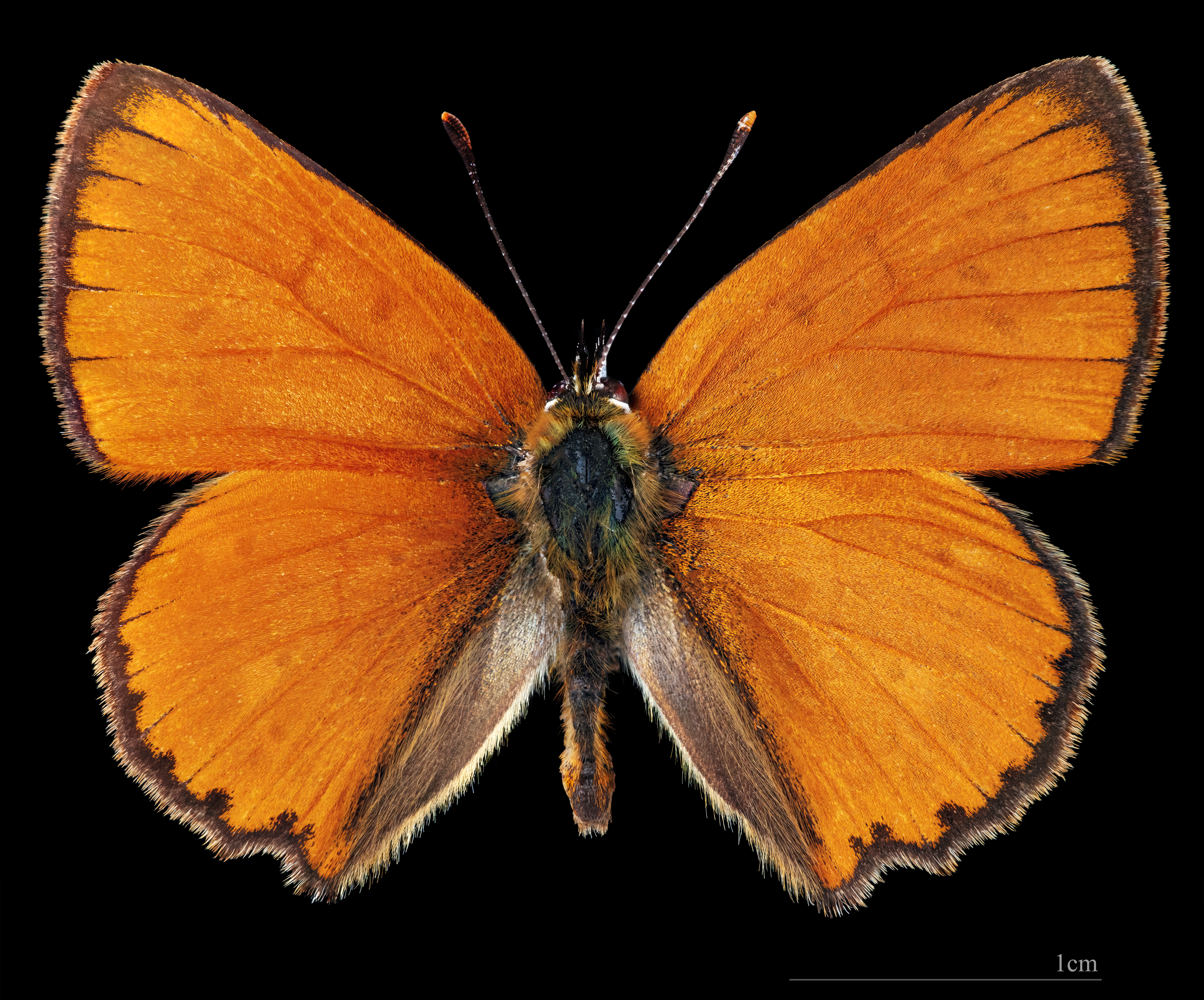
Lycaena virgaureae ♂
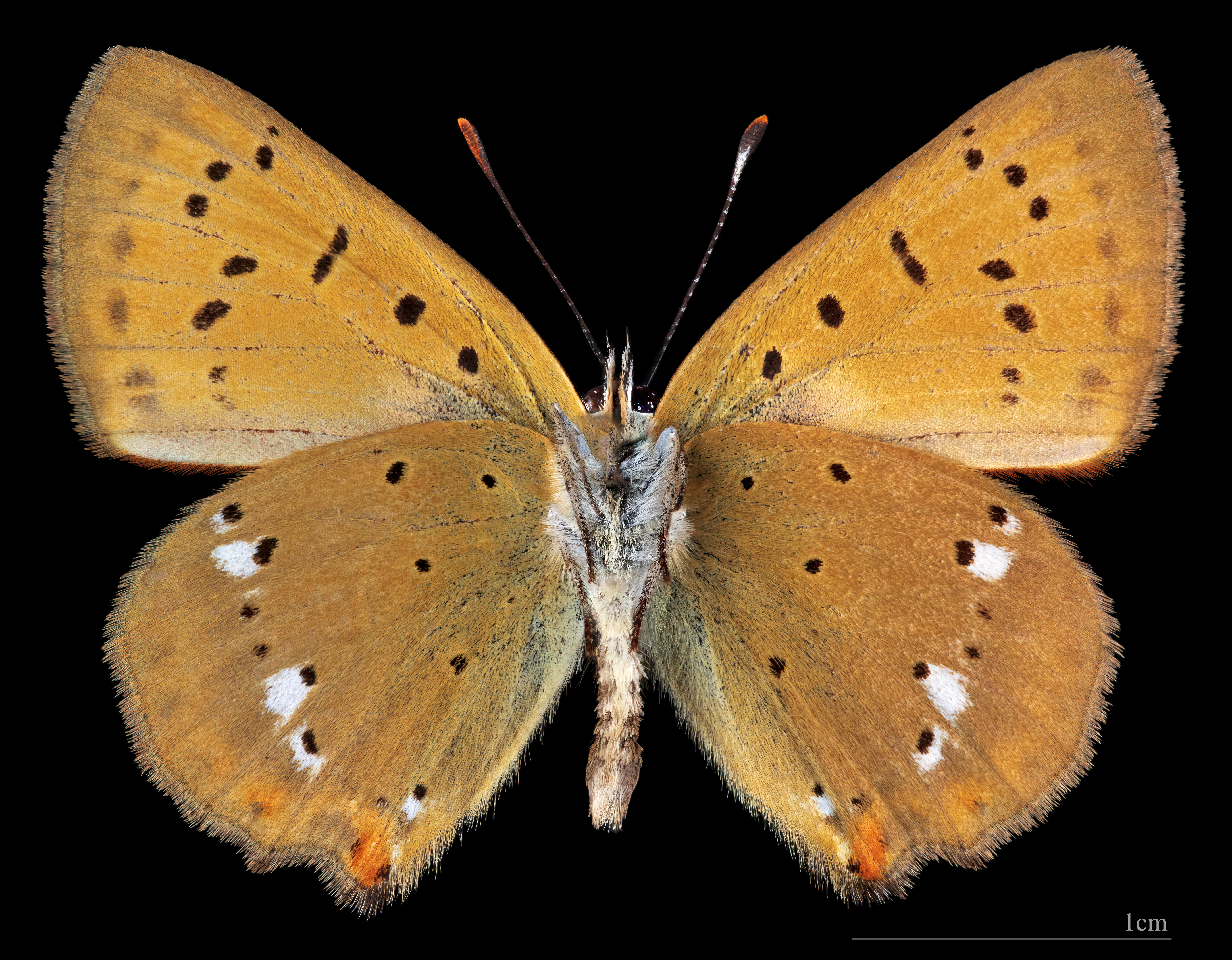
Lycaena virgaureae ♂ △

WystępowanieWystępuje w całej Europie, Turcji i Azji Środkowej. Choć nadal pospolity, kiedyś był o wiele częstszy. Imago można spotkać od połowy czerwca do sierpnia, gąsienice od kwietnia do czerwca. Występuje głównie w górach, na nizinach jest rzadszy. Najczęściej spotkać go można na polanach i łąkach.
Tryb życiaPostać dorosła żywi się nektarem kwiatów z rodziny astrowatych, selerowatych i jasnotowatych. Lata od czerwca do sierpnia. Jaja składa na liściach szczawiu. Zakończenie rozwoju zarodkowego następuje przed zimą. Zimuje młoda gąsienica, zwykle nie opuszczając osłonki jajowej. Żerowanie gąsienicy odbywa się w okresie od kwietnia do czerwca. Roślinami żywicielskimi są szczaw zwyczajny i szczaw polny. Początkowo liście rośliny są szkieletowane, później zjadana jest cała blaszka liściowa. Gąsienica jest trudna do zauważenia, gdyż ma jednolicie zielony kolor, a ponadto żeruje głównie w nocy. Przepoczwarczenie następuje przy glebie, w pobliżu rośliny żywicielskiej. Poczwarka jest brązowa w ciemne cętki.